# Arrondissement di Limoges
L'arrondissement di Limoges è una suddivisione amministrativa francese, situata nel dipartimento dell'Alta Vienne e nella regione della Nuova Aquitania.

## Composizione
L'arrondissement di Limoges raggruppa 108 comuni in 28 cantoni:
- cantone di Aixe-sur-Vienne
- cantone di Ambazac
- cantone di Châlus
- cantone di Châteauneuf-la-Forêt
- cantone di Eymoutiers
- cantone di Laurière
- cantone di Limoges-Beaupuy
- cantone di Limoges-Carnot
- cantone di Limoges-Centre
- cantone di Limoges-Cité
- cantone di Limoges-Condat
- cantone di Limoges-Corgnac
- cantone di Limoges-Couzeix
- cantone di Limoges-Émailleurs
- cantone di Limoges-Grand-Treuil
- cantone di Limoges-Isle
- cantone di Limoges-La Bastide
- cantone di Limoges-Landouge
- cantone di Limoges-Le Palais
- cantone di Limoges-Panazol
- cantone di Limoges-Puy-las-Rodas
- cantone di Limoges-Vigenal
- cantone di Nexon
- cantone di Nieul
- cantone di Pierre-Buffière
- cantone di Saint-Germain-les-Belles
- cantone di Saint-Léonard-de-Noblat
- cantone di Saint-Yrieix-la-Perche